# Колобир
Коло́бир (болг. Колобър) — село в Силістринській області Болгарії. Входить до складу общини Дулово.

## Населення
За даними перепису населення 2011 року у селі проживали 508 осіб, усі — турки.
Розподіл населення за віком у 2011 році:
Динаміка населення: